# Meatpacking District

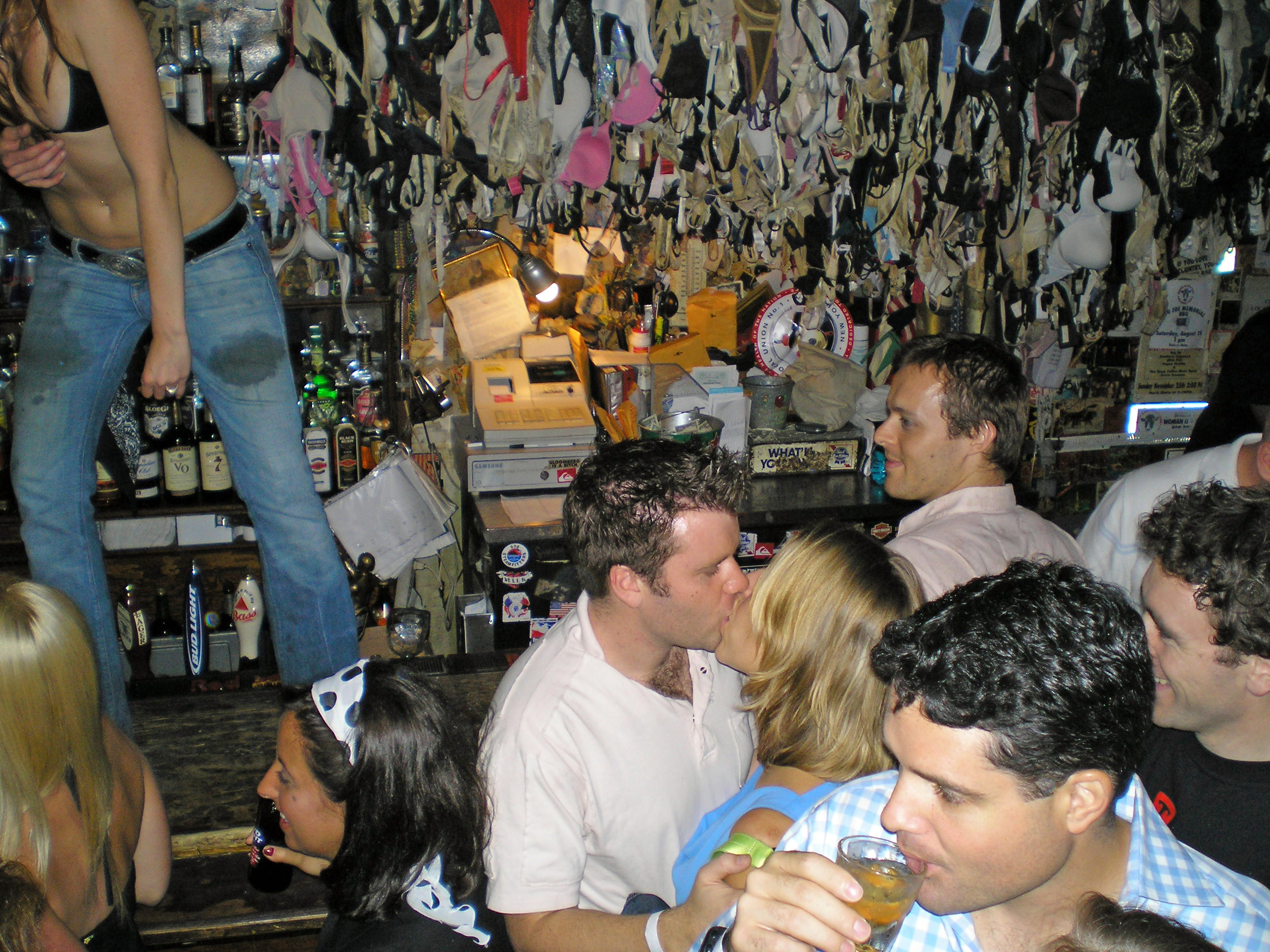
Discoteca Bartop en Hogs and Heifers, un establecimiento local.

The Meatpacking District, oficialmente conocido como Gansevoort Market, es un barrio en la Ciudad de Nueva York (Estados Unidos) localizado en el borough de Manhattan. Se localiza específicamente entre la Calle 14 Oeste, al sur de la Calle Gansevoort y del Río Hudson, y al este de la Calle Hudson, aunque se ha extendido al norte de la Calle 16 Oeste y más allá de la Calle Hudson.